# Élections législatives de 2022 dans l'Orne
Les élections législatives françaises de 2022 se déroulent les 12 et 19 juin 2022. Dans l'Orne, trois députés sont à élire dans le cadre de trois circonscriptions.

## Contexte

### Élections législatives de 2017
Les élections législatives de 2017 voient Les Républicains remporter deux des trois sièges à pourvoir dans le département avec un score de 37.87 % des voix au second tour, le Parti socialiste et ses alliés, avec 16.64 % des voix, perdent un de leurs deux sièges. Le parti présidentiel, La République en marche, arrivé en première position dans deux circonscriptions sur trois avec un score de 30.34 % des voix au second tour, ne remporte finalement aucun siège.

### Élection présidentielle de 2022
| Circonscription | 1er tour | 1er tour | 1er tour  |        | 2d tour | 2d tour |
| Circonscription | Macron   | Le Pen   | Mélenchon | Macron | Le Pen  |         |
| --------------- | -------- | -------- | --------- | ------ | ------- | ------- |
| Circonscription |          |          |           |        |         |         |
| 1re             | 32,9 %   | 25,1 %   | 15,6 %    | 59 %   | 41 %    |         |
| 2e              | 28,1 %   | 31 %     | 14 %      | 50,2 % | 49,8 %  |         |
| 3e              | 30,4 %   | 27,1 %   | 16 %      | 56 %   | 44 %    |         |

## Système électoral
Les élections législatives ont lieu au scrutin uninominal majoritaire à deux tours dans des circonscriptions uninominales.
Est élu au premier tour le candidat qui réunit la majorité absolue des suffrages exprimés et un nombre de voix au moins égal au quart (25 %) des électeurs inscrits dans la circonscription. Si aucun des candidats ne satisfait ces conditions, un second tour est organisé entre les candidats ayant réuni un nombre de voix au moins égal à un huitième des inscrits (12,5 %) ; les deux candidats arrivés en tête du premier tour se maintiennent néanmoins par défaut si un seul ou aucun d'entre eux n'a atteint ce seuil. Au second tour, le candidat arrivé en tête est déclaré élu.
Le seuil de qualification basé sur un pourcentage du total des inscrits et non des suffrages exprimés rend plus difficile l'accès au second tour lorsque l'abstention est élevée. Le système permet en revanche l'accès au second tour de plus de deux candidats si plusieurs d'entre eux franchissent le seuil de 12,5 % des inscrits. Les candidats en lice au second tour peuvent ainsi être trois, un cas de figure appelé « triangulaire ». Les second tours où s'affrontent quatre candidats, appelés « quadrangulaire » sont également possibles, mais beaucoup plus rares.

### Partis et nuances
Les résultats des élections sont publiés en France par le ministère de l'Intérieur, qui classe les partis en leur attribuant des nuances politiques. Ces dernières sont décidées par les préfets, qui les attribuent indifféremment de l'étiquette politique déclarée par les candidats, qui peut être celle d'un parti ou une candidature sans étiquette.
En 2022, seules les coalitions Ensemble (ENS) et Nouvelle Union populaire écologique et sociale (NUP), ainsi que le Parti radical de gauche (RDG), l'Union des démocrates et indépendants (UDI), Les Républicains (LR), le Rassemblement national (RN) et Reconquête (REC) se voient attribuer  une nuance propre,,.
Tous les autres partis se voient attribuer l'une ou l'autre des nuances suivantes : DXG (divers extrême gauche), DVG (divers gauche), ECO (écologiste), REG (régionaliste), DVC (divers centre), DVD (divers droite), DSV (droite souverainiste) et DXD (divers extrême droite). Des partis comme Debout la France ou Lutte ouvrière ne disposent ainsi pas de nuance propre, et leurs résultats nationaux ne sont pas publiés séparément par le ministère, car mélangés avec d'autres partis (respectivement dans les nuances DSV et DXG),.

## Résultats

### Élus
| Circonscription | Député sortant     | Parti | Parti | Député élu ou réélu | Parti | Parti |
| --------------- | ------------------ | ----- | ----- | ------------------- | ----- | ----- |
| 1re             | Chantal Jourdan    |       | PS    | Chantal Jourdan     |       | PS    |
| 2e              | Véronique Louwagie |       | LR    | Véronique Louwagie  |       | LR    |
| 3e              | Jérôme Nury        |       | LR    | Jérôme Nury         |       | LR    |

### Résultats à l'échelle du département

#### Résultats par coalition
| Parti et coalition                                           | Parti et coalition                                           | Parti et coalition                            | Premier tour | Premier tour | Premier tour | Second tour   | Second tour   | Second tour | Total Sièges  | +/-           |  |
| Parti et coalition                                           | Parti et coalition                                           | Parti et coalition                            | Voix         | %            | Sièges       | Voix          | %             | Sièges      | Total Sièges  | +/-           |  |
| ------------------------------------------------------------ | ------------------------------------------------------------ | --------------------------------------------- | ------------ | ------------ | ------------ | ------------- | ------------- | ----------- | ------------- | ------------- |  |
|                                                              |                                                              | Les Républicains (LR)                         | 30 040       | 29,90        | 0            | 39 721        | 44,01         | 2           | 2             | en stagnation |  |
| Total Union de la droite et du centre (UDC)                  | Total Union de la droite et du centre (UDC)                  | 30 040                                        | 29,90        | 0            | 39 721       | 44,01         | 2             | 2           | en stagnation |               |  |
|                                                              | Rassemblement national (RN)                                  | Rassemblement national (RN)                   | 20 925       | 20,83        | 0            | 21 090        | 23,37         | 0           | 0             | en stagnation |  |
|                                                              |                                                              | Parti socialiste (PS)                         | 8 448        | 8,41         | 0            | 14 776        | 16,37         | 1           | 1             | en stagnation |  |
|                                                              | La France insoumise (LFI)                                    | 6 090                                         | 6,06         | 0            |              |               |               | 0           | en stagnation |               |  |
|                                                              | Europe Écologie Les Verts (EELV)                             | 5 318                                         | 5,29         | 0            | 0            | en stagnation |               |             |               |               |  |
| Total Nouvelle Union populaire écologique et sociale (NUPES) | Total Nouvelle Union populaire écologique et sociale (NUPES) | 19 856                                        | 19,76        | 0            | 14 776       | 16,37         | 1             | 1           | en stagnation |               |  |
|                                                              |                                                              | Horizons (H)                                  | 9 349        | 9,30         | 0            |               |               |             | 0             | Nv            |  |
|                                                              | Refondation républicaine (RR)                                | 7 572                                         | 7,54         | 0            | 14 661       | 16,25         | 0             | 0           | en stagnation |               |  |
| Total Ensemble (ENS)                                         | Total Ensemble (ENS)                                         | 16 921                                        | 16,84        | 0            | 14 661       | 16,25         | 0             | 0           | en stagnation |               |  |
|                                                              | Reconquête (REC)                                             | Reconquête (REC)                              | 3 422        | 3,41         | 0            |               |               |             | 0             | Nv            |  |
|                                                              | Dissidents Ensemble                                          | Dissidents Ensemble                           | 2 033        | 2,02         | 0            | 0             | Nv            |             |               |               |  |
|                                                              | Le Mouvement de la ruralité (LMR)                            | Le Mouvement de la ruralité (LMR)             | 1 993        | 1,98         | 0            | 0             | Nv            |             |               |               |  |
|                                                              |                                                              | Debout la France (DLF)                        | 1 090        | 1,09         | 0            | 0             | en stagnation |             |               |               |  |
|                                                              | Les Patriotes (LP)                                           | 456                                           | 0,45         | 0            | 0            | Nv            |               |             |               |               |  |
| Total Union pour la France (UPF)                             | Total Union pour la France (UPF)                             | 1 546                                         | 1,54         | 0            | 0            | en stagnation |               |             |               |               |  |
|                                                              | Lutte ouvrière (LO)                                          | Lutte ouvrière (LO)                           | 1 476        | 1,47         | 0            | 0             | en stagnation |             |               |               |  |
|                                                              | Parti animaliste (PA)                                        | Parti animaliste (PA)                         | 1 044        | 1,04         | 0            | 0             | en stagnation |             |               |               |  |
|                                                              |                                                              | Mouvement républicain et citoyen (MRC)        | 719          | 0,71         | 0            | 0             | Nv            |             |               |               |  |
| Total Fédération de la gauche républicaine (FGR)             | Total Fédération de la gauche républicaine (FGR)             | 719                                           | 0,71         | 0            | 0            | Nv            |               |             |               |               |  |
|                                                              |                                                              | Union des centristes et des écologistes (UCE) | 502          | 0,50         | 0            | 0             | Nv            |             |               |               |  |
| Total Les écologistes avec la majorité présidentielle (ÉMP)  | Total Les écologistes avec la majorité présidentielle (ÉMP)  | 502                                           | 0,50         | 0            | 0            | Nv            |               |             |               |               |  |
|                                                              | Dissidents NUPES                                             | Dissidents NUPES                              | 0            | 0,00         | 0            | 0             | Nv            |             |               |               |  |
|                                                              |                                                              |                                               |              |              |              |               |               |             |               |               |  |
| Suffrages exprimés                                           | Suffrages exprimés                                           | Suffrages exprimés                            | 100 477      | 97,62        |              | 90 248        | 91,79         |             |               |               |  |
| Votes blancs                                                 | Votes blancs                                                 | Votes blancs                                  | 1 794        | 1,74         | 6 175        | 6,28          |               |             |               |               |  |
| Votes nuls                                                   | Votes nuls                                                   | Votes nuls                                    | 653          | 0,63         | 1 902        | 1,93          |               |             |               |               |  |
| Total                                                        | Total                                                        | Total                                         | 102 924      | 100          | 0            | 98 325        | 100           | 3           | 3             | en stagnation |  |
| Abstentions                                                  | Abstentions                                                  | Abstentions                                   | 102 832      | 49,98        |              | 107 414       | 52,21         |             |               |               |  |
| Inscrits/Participation                                       | Inscrits/Participation                                       | Inscrits/Participation                        | 205 756      | 50,02        | 205 739      | 47,79         |               |             |               |               |  |

#### Résultats par nuance
| Nuance                 | Nuance                                         | Nuance                 | Premier tour | Premier tour | Premier tour | Second tour | Second tour   | Second tour | Total Sièges | +/-           |  |
| Nuance                 | Nuance                                         | Nuance                 | Voix         | %            | Sièges       | Voix        | %             | Sièges      | Total Sièges | +/-           |  |
| ---------------------- | ---------------------------------------------- | ---------------------- | ------------ | ------------ | ------------ | ----------- | ------------- | ----------- | ------------ | ------------- |  |
|                        | Les Républicains                               | LR                     | 30 040       | 29,90        | 0            | 39 721      | 44,01         | 2           | 2            | en stagnation |  |
|                        | Rassemblement national                         | RN                     | 20 925       | 20,83        | 0            | 21 090      | 23,37         | 0           | 0            | en stagnation |  |
|                        | Nouvelle Union populaire écologique et sociale | NUP                    | 19 856       | 19,76        | 0            | 14 776      | 16,37         | 1           | 1            | en stagnation |  |
|                        | Ensemble !                                     | ENS                    | 16 921       | 16,84        | 0            | 14 661      | 16,25         | 0           | 0            | en stagnation |  |
|                        | Reconquête                                     | REC                    | 3 422        | 3,41         | 0            |             |               |             | 0            | Nv            |  |
|                        | Divers centre                                  | DVC                    | 2 535        | 2,52         | 0            | 0           | Nv            |             |              |               |  |
|                        | Divers                                         | DIV                    | 1 993        | 1,98         | 0            | 0           | en stagnation |             |              |               |  |
|                        | Droite souverainiste                           | DSV                    | 1 546        | 1,54         | 0            | 0           | en stagnation |             |              |               |  |
|                        | Divers extrême gauche                          | DXG                    | 1 476        | 1,47         | 0            | 0           | en stagnation |             |              |               |  |
|                        | Ecologistes                                    | ECO                    | 1 044        | 1,04         | 0            | 0           | en stagnation |             |              |               |  |
|                        | Divers gauche                                  | DVG                    | 719          | 0,72         | 0            | 0           | en stagnation |             |              |               |  |
|                        |                                                |                        |              |              |              |             |               |             |              |               |  |
| Suffrages exprimés     | Suffrages exprimés                             | Suffrages exprimés     | 100 477      | 97,62        |              | 90 248      | 91,79         |             |              |               |  |
| Votes blancs           | Votes blancs                                   | Votes blancs           | 1 794        | 1,74         | 6 175        | 6,28        |               |             |              |               |  |
| Votes nuls             | Votes nuls                                     | Votes nuls             | 653          | 0,63         | 1 902        | 1,93        |               |             |              |               |  |
| Total                  | Total                                          | Total                  | 102 924      | 100          | 0            | 98 325      | 100           | 3           | 3            | en stagnation |  |
| Abstentions            | Abstentions                                    | Abstentions            | 102 832      | 49,98        |              | 107 414     | 52,21         |             |              |               |  |
| Inscrits/Participation | Inscrits/Participation                         | Inscrits/Participation | 205 756      | 50,02        | 205 739      | 47,79       |               |             |              |               |  |

### Cartes

Nuance politique des candidats arrivés en tête dans chaque commune au 1er tour.
Nuance politique des candidats arrivés en tête dans chaque commune au 2e tour.

### Résultats par circonscription

#### Première circonscription
Député sortant : Chantal Jourdan (Parti socialiste)
| Candidat                 | Candidat                 | Parti et coalition       | Nuance                   | Premier tour | Premier tour | Second tour | Second tour |
| Candidat                 | Candidat                 | Parti et coalition       | Nuance                   | Voix         | %            | Voix        | %           |
| ------------------------ | ------------------------ | ------------------------ | ------------------------ | ------------ | ------------ | ----------- | ----------- |
|                          | Chantal Jourdan          | PS (NUPES)               | NUP                      | 8 448        | 25,85        | 14 776      | 50,20       |
|                          | Marie-Annick Duhard      | RR (ENS)                 | ENS                      | 7 572        | 23,17        | 14 661      | 49,80       |
|                          | Myriam Maignan           | RN                       | RN                       | 6 723        | 20,57        |             |             |
|                          | Bernard Soul             | LR (UDC)                 | LR                       | 6 231        | 19,06        |             |             |
|                          | Oscar Piloquet           | REC                      | REC                      | 1 241        | 3,80         |             |             |
|                          | Sylvie Laplasse          | LMR                      | DIV                      | 708          | 2,17         |             |             |
|                          | Martine Fréval           | PA                       | ECO                      | 617          | 1,89         |             |             |
|                          | Charlotte Séchet         | LO                       | DXG                      | 593          | 1,81         |             |             |
|                          | Florence Tessier         | DLF (UPF)                | DSV                      | 551          | 1,69         |             |             |
|                          | Marc Lorand-Brionne      | EELV diss.               | ECO                      | 0            | 0,00         |             |             |
|                          |                          |                          |                          |              |              |             |             |
| Votes valides            | Votes valides            | Votes valides            | Votes valides            | 32 684       | 97,05        | 29 437      | 90,54       |
| Votes blancs             | Votes blancs             | Votes blancs             | Votes blancs             | 722          | 2,14         | 2 229       | 6,86        |
| Votes nuls               | Votes nuls               | Votes nuls               | Votes nuls               | 270          | 0,80         | 848         | 2,61        |
| Total                    | Total                    | Total                    | Total                    | 33 676       | 100          | 32 514      | 100         |
| Abstention               | Abstention               | Abstention               | Abstention               | 34 895       | 50,89        | 36 029      | 52,56       |
| Inscrits / participation | Inscrits / participation | Inscrits / participation | Inscrits / participation | 68 571       | 49,11        | 68 543      | 47,44       |

#### Deuxième circonscription
Député sortant : Véronique Louwagie (Les Républicains)
| Candidat                 | Candidat                 | Parti et coalition       | Nuance                   | Premier tour | Premier tour | Second tour | Second tour |
| Candidat                 | Candidat                 | Parti et coalition       | Nuance                   | Voix         | %            | Voix        | %           |
| ------------------------ | ------------------------ | ------------------------ | ------------------------ | ------------ | ------------ | ----------- | ----------- |
|                          | Véronique Louwagie       | LR (UDC)                 | LR                       | 10 759       | 32,72        | 18 118      | 60,80       |
|                          | Alexandre Morel          | RN                       | RN                       | 8 067        | 24,53        | 11 679      | 39,20       |
|                          | Cécile Bussière          | EÉLV (NUPES)             | NUP                      | 5 318        | 16,17        |             |             |
|                          | Amale El Khaledi         | H (ENS)                  | ENS                      | 4 562        | 13,87        |             |             |
|                          | Amaury de Bourbon-Parme  | REC                      | REC                      | 1 287        | 3,91         |             |             |
|                          | Denis Mousset            | LMR                      | DIV                      | 944          | 2,87         |             |             |
|                          | Christophe Joseph        | MRC (FGR)                | DVG                      | 719          | 2,19         |             |             |
|                          | Sandrine Marie           | DLF (UPF)                | DSV                      | 539          | 1,64         |             |             |
|                          | Patricia Ansquer         | PA                       | ECO                      | 427          | 1,30         |             |             |
|                          | Bernadette Velly         | LO                       | DXG                      | 259          | 0,79         |             |             |
|                          |                          |                          |                          |              |              |             |             |
| Votes valides            | Votes valides            | Votes valides            | Votes valides            | 32 881       | 98,18        | 29 797      | 92,82       |
| Votes blancs             | Votes blancs             | Votes blancs             | Votes blancs             | 468          | 1,40         | 1 811       | 5,64        |
| Votes nuls               | Votes nuls               | Votes nuls               | Votes nuls               | 143          | 0,43         | 493         | 1,54        |
| Total                    | Total                    | Total                    | Total                    | 33 492       | 100          | 32 101      | 100         |
| Abstention               | Abstention               | Abstention               | Abstention               | 32 578       | 49,31        | 33 966      | 51,41       |
| Inscrits / participation | Inscrits / participation | Inscrits / participation | Inscrits / participation | 66 070       | 50,69        | 66 067      | 48,59       |

#### Troisième circonscription
Député sortant : Jérôme Nury (Les Républicains)
| Candidat                 | Candidat                 | Parti et coalition       | Nuance                   | Premier tour | Premier tour | Second tour | Second tour |
| Candidat                 | Candidat                 | Parti et coalition       | Nuance                   | Voix         | %            | Voix        | %           |
| ------------------------ | ------------------------ | ------------------------ | ------------------------ | ------------ | ------------ | ----------- | ----------- |
|                          | Jérôme Nury              | LR (UDC)                 | LR                       | 13 050       | 37,38        | 21 603      | 69,66       |
|                          | Anthony Frémont          | RN                       | RN                       | 6 135        | 17,57        | 9 411       | 30,34       |
|                          | Mehdi Khemari            | LFI (NUPES)              | NUP                      | 6 090        | 17,44        |             |             |
|                          | Solène Gibault           | H (ENS)                  | ENS                      | 4 787        | 13,71        |             |             |
|                          | Vincent Beaumont         | LREM diss.               | DVC                      | 2 033        | 5,82         |             |             |
|                          | Claire-Emmanuelle Gauer  | REC                      | REC                      | 894          | 2,56         |             |             |
|                          | Arnaud Gautier           | LO                       | DXG                      | 624          | 1,79         |             |             |
|                          | Marc Cléris              | UCE (ÉMP)                | DVC                      | 502          | 1,44         |             |             |
|                          | Aymeric Yver             | LP (UPF)                 | DSV                      | 456          | 1,31         |             |             |
|                          | Didier Durandy           | LMR                      | DIV                      | 341          | 0,98         |             |             |
|                          |                          |                          |                          |              |              |             |             |
| Votes valides            | Votes valides            | Votes valides            | Votes valides            | 34 912       | 97,64        | 31 014      | 92,00       |
| Votes blancs             | Votes blancs             | Votes blancs             | Votes blancs             | 604          | 1,69         | 2 135       | 6,33        |
| Votes nuls               | Votes nuls               | Votes nuls               | Votes nuls               | 240          | 0,67         | 561         | 1,66        |
| Total                    | Total                    | Total                    | Total                    | 35 756       | 100          | 33 710      | 100         |
| Abstention               | Abstention               | Abstention               | Abstention               | 35 359       | 49,72        | 37 419      | 52,61       |
| Inscrits / participation | Inscrits / participation | Inscrits / participation | Inscrits / participation | 71 115       | 50,28        | 71 129      | 47,39       |